# Церковь Тайной Вечери (Ростов-на-Дону)

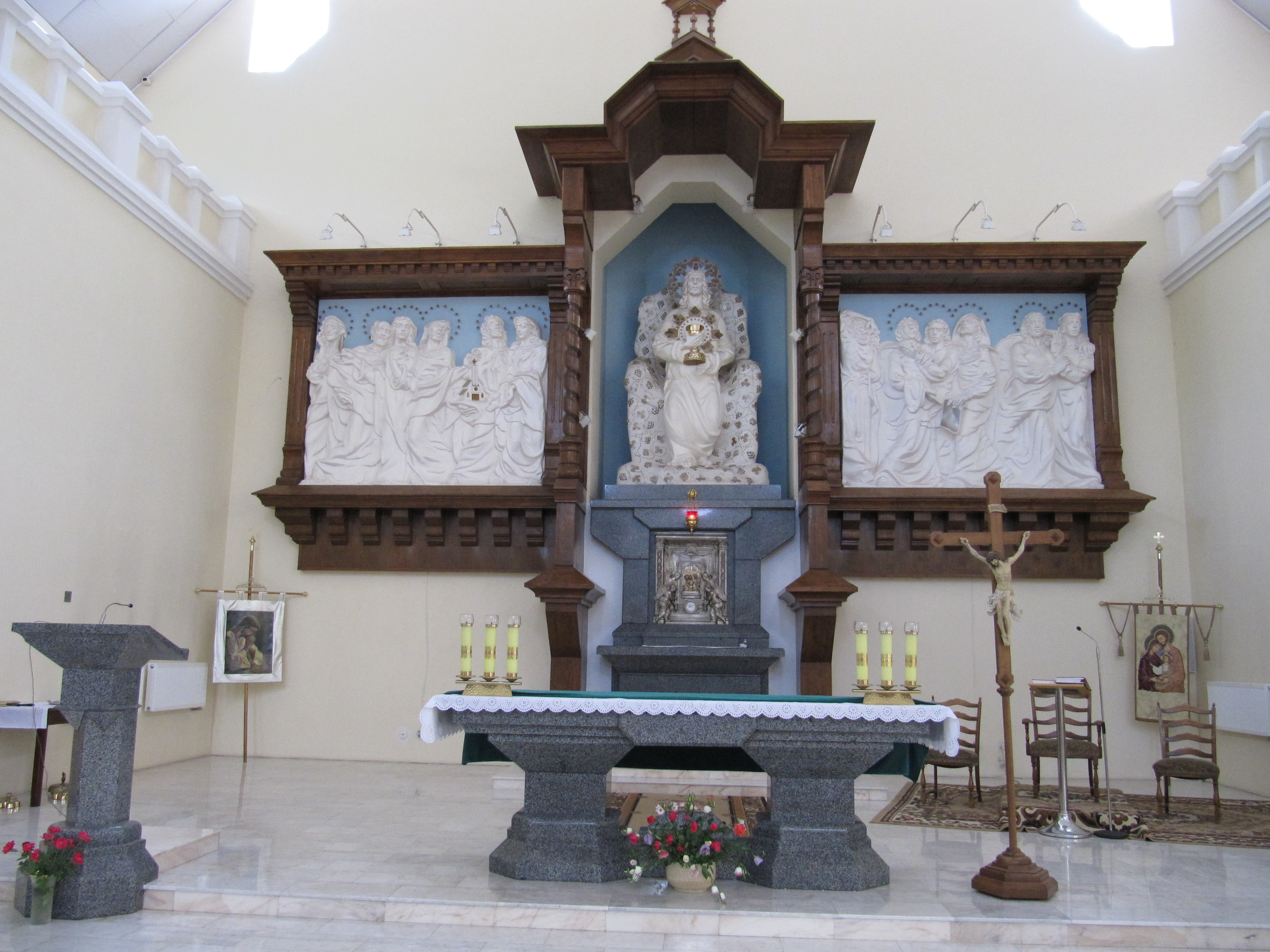
Алтарь церкви Святой Вечери

Церковь Та́йной Ве́чери — католическая церковь в Ростове-на-Дону. Административно принадлежит к Ростовскому деканату южнороссийской Епархии Святого Климента.
Расположена на территории парка имени Чуковского, переулок Ставропольский, 1.

## История
Римско-католический приход «Тайная вечеря» ведёт свою историю со 2-й половины XIX века, когда в городе была построена первая католическая церковь, приход которой в 1898 году насчитывал около 3000 человек. В середине XX века эта католическая церковь, как и многие другие церкви, была закрыта и разрушена.
В 1992 году приход возродился, а в октябре 1993 года ростовский приход получил в дар деревянную часовню. К весне 1999 года был заложен фундамент церкви и духовно-благотворительного комплекса. Приход церкви насчитывает более 300 человек.
19 сентября 2004 года состоялось торжественное освящение храма «Тайной Вечери». Освящение совершил епископ епархии святого Климента в Саратове Клеменс Пиккель. Кроме современного здания храма было закончено строительство и оборудование духовно-благотворительного комплекса с прекрасной видеотекой, музыкальным салоном и компьютерным залом.